# Jonathan Dayton och Valerie Faris
Jonathan Dayton (född 7 juli 1957 i Alameda County, Kalifornien) och  Valerie Faris (född 20 oktober 1958 i Los Angeles County, Kalifornien) är ett par amerikanska musikvideoregissörer, även ett gift par, som bland annat är kända för att ha regisserat Little Miss Sunshine.

## Filmografi

### Regissörer
- Little Miss Sunshine (2006)
- Ruby Sparks (2012)

### Producenter
- The Decline of Western Civilization II: The Metal Years (1988)
- Gift (Jane's Addiction) (1993)

## Videografi
| - "Wolves Lower" R.E.M. (1982) - "Blue Kiss (Version 2)", Jane Wiedlin 1986 - "Been Caught Stealing", Jane's Addiction (1990) - "Outshined", Soundgarden (1991) - "Hole Hearted", Extreme (1991) - "More Than Words", Extreme (1991) - "Weight of the World", Ringo Starr (1992) - "Pets", Porno for Pyros (1993) - "Rocket", The Smashing Pumpkins (1994) - "Gun", Soundgarden (1994) - "I Don't Want to Grow Up", The Ramones (1995) - "Tongue", R.E.M. (1995) - "Star 69", R.E.M. (1995) - "The Good Life", Weezer (1996) - "Tonight, Tonight", The Smashing Pumpkins (1996) - "1979", The Smashing Pumpkins (1996) - "Spider-Man", The Ramones (1996) - "All Around the World", Oasis (1997) - "The End Is the Beginning Is the End", The Smashing Pumpkins (1997; medregissör Joel Schumacher) - "Perfect", The Smashing Pumpkins (1998) - "She Will Have Her Way", Neil Finn (1998) - "Go Deep", Janet Jackson (1998) - "Barbarella", Scott Weiland (1998) - "She's Got Issues", The Offspring (1999) - "Freak on a Leash", KoЯn (1999; medregissörer Todd McFarlane och Graham Morris) - "Road Trippin'", Red Hot Chili Peppers (2000) - "Californication", Red Hot Chili Peppers (2000) - "Otherside", Red Hot Chili Peppers (2000) - "Sexual Revolution", Macy Gray (2001) - "Sing", Travis (2001) - "Side", Travis (2001) - "When Your Eyes Say It", Britney Spears (2001) (outgiven) - "The Zephyr Song", Red Hot Chili Peppers (2002) - "By the Way", Red Hot Chili Peppers (2002) - "Tell Me Baby", Red Hot Chili Peppers (2006) | - "Thirty-Three", The Smashing Pumpkins (1996) - "The New Pollution", Beck (1997) - "In My Darkest Hour", Megadeth (1988) - "Hole Hearted", Extreme (1991) - "More Than Words", Extreme (1991) - "Shadrach", Beastie Boys (1989) |